# (3249) Musashino
(3249) Musashino (1977 DT4) – planetoida z pasa głównego asteroid okrążająca Słońce w ciągu 3,6 lat w średniej odległości 2,35 au. Odkryta 18 lutego 1977 roku.